# Brnica (gmina Žalec)
Brnica – wieś w Słowenii, w gminie Žalec. W 2018 roku liczyła 51 mieszkańców.